# Damalis cinctipes
Damalis cinctipes är en tvåvingeart som först beskrevs av Walker 1871.  Damalis cinctipes ingår i släktet Damalis och familjen rovflugor.
Artens utbredningsområde är Egypten. Inga underarter finns listade i Catalogue of Life.